# Lijst van voetbalinterlands Egypte - Nigeria
Deze lijst van voetbalinterlands is een overzicht van alle officiële voetbalwedstrijden tussen de nationale teams van Egypte en Nigeria. De landen speelden tot op heden negentien keer tegen elkaar. De eerste wedstrijd, een groepswedstrijd tijdens de Afrika Cup 1963, werd gespeeld op 24 november 1963 in Kumasi (Ghana). Het laatste duel, een groepswedstrijd tijdens de Afrika Cup 2021, vond plaats in Garoua (Kameroen) op 11 januari 2022.

## Wedstrijden
| №  | Plaats      | Datum            | Competitie                   | Wedstrijd                               | Uitslag |
| -- | ----------- | ---------------- | ---------------------------- | --------------------------------------- | ------- |
| 1  | Kumasi      | 24 november 1963 | Afrika Cup 1963              | Verenigde Arabische Republiek – Nigeria | 6 – 3   |
| 2  | Lagos       | 14 januari 1973  | Afrikaanse Spelen 1973       | Nigeria – Egypte                        | 4 – 2   |
| 3  | Addis Abeba | 14 maart 1976    | Afrika Cup 1976              | Nigeria – Egypte                        | 3 – 2   |
| 4  | Lagos       | 8 oktober 1977   | WK 1978 kwalificatie         | Nigeria – Egypte                        | 4 – 0   |
| 5  | Caïro       | 21 oktober 1977  | WK 1978 kwalificatie         | Egypte – Nigeria                        | 3 – 1   |
| 6  | Lagos       | 15 maart 1980    | Afrika Cup 1980              | Nigeria – Egypte                        | 1 – 0   |
| 7  | ?           | 18 februari 1983 | Vriendschappelijk            | Nigeria – Egypte                        | 0 – 0   |
| 8  | Kano        | 20 februari 1983 | Vriendschappelijk            | Nigeria – Egypte                        | 1 – 1   |
| 9  | Abidjan     | 14 maart 1984    | Afrika Cup 1984              | Egypte – Nigeria                        | 2 – 2   |
| 10 | Rabat       | 20 maart 1988    | Afrika Cup 1988              | Egypte – Nigeria                        | 0 – 0   |
| 11 | Algiers     | 5 maart 1990     | Afrika Cup 1990              | Nigeria – Egypte                        | 1 – 0   |
| 12 | Radès       | 30 maart 1994    | Afrika Cup 1994              | Nigeria – Egypte                        | 0 – 0   |
| 13 | Lagos       | 25 november 2002 | Vriendschappelijk            | Nigeria – Egypte                        | 1 – 1   |
| 14 | Benguela    | 12 januari 2010  | Afrika Cup 2010              | Egypte – Nigeria                        | 3 – 1   |
| 15 | Dubai       | 12 april 2012    | Vriendschappelijk            | Egypte – Nigeria                        | 3 – 2   |
| 16 | Kaduna      | 25 maart 2016    | Afrika Cup 2017 kwalificatie | Nigeria − Egypte                        | 1 − 1   |
| 17 | Alexandrië  | 29 maart 2016    | Afrika Cup 2017 kwalificatie | Egypte − Nigeria                        | 1 − 0   |
| 18 | Asaba       | 26 maart 2019    | Vriendschappelijk            | Nigeria − Egypte                        | 1 − 0   |
| 19 | Garoua      | 11 januari 2022  | Afrika Cup 2021              | Nigeria − Egypte                        | 1 − 0   |

## Samenvatting
| Competitie              | Totaal gespeeld | Winst Egypte | Gelijk | Winst Nigeria | Doelsaldo Egypte – Nigeria |
| ----------------------- | --------------- | ------------ | ------ | ------------- | -------------------------- |
| WK-kwalificatie         | 2               | 1            | 0      | 1             | 3 − 5                      |
| Afrika Cup              | 9               | 2            | 3      | 4             | 13 − 12                    |
| Afrika Cup-kwalificatie | 2               | 1            | 1      | 0             | 2 − 1                      |
| Afrikaanse Spelen       | 1               | 0            | 0      | 1             | 2 − 4                      |
| Vriendschappelijk       | 5               | 1            | 3      | 1             | 5 − 5                      |
| Totaal                  | 19              | 5            | 7      | 7             | 25 − 27                    |

Wedstrijden bepaald door strafschoppen worden, in lijn met de FIFA, als een gelijkspel gerekend.

## Details

### Derde ontmoeting
| Finalegroep Afrika Cup 1976 (Addis Ababa, Ethiopië, Addis Abeba Stadion, 14 maart 1976):                                                                          |              | |
| Nigeria | 3 – 2        | Egypte |
| Haruna Ilerika 35' Haruna Ilerika 62' Muda Lawal 82' | goals        | 7' Mahmoud El-Khatib 86' Osama Khalil |
| Joseph Erico Christian Chukwu Haruna Ilerika Godwin Odiye Sani Mohammed Alloysius Atuegbu Muda Lawal Thompson Usiyen Ogidinma Ibeabuchi Alex Nwosu Samuel Ajebode | opstellingen | Ahmed Ikramy Hassan Hamdi Mohamed Salah El-Din Ghanem Sultan Ibrahim Youssef Hassan Shehata Mahmoud El-Khatib Mostafa Abdou Osama Khalil Ali Mokhtar Ahmed Rehab |

### Veertiende ontmoeting
| Afrika Cup 2010 (Benguela, Angola, 12 januari 2010): |       |                     |
| Egypte                                               | 3 – 1 | Nigeria             |
| Emad Meteb 34' Ahmed Hassan 54' Mohamed Nagy 87'     | goals | 12' Chinedu Ogebuke |

EFA · A-internationals · Selecties · Bondscoaches · Egyptisch vrouwenelftal · Olympisch elftal · Egypte U21 · Egypte U20 · Egypte U19 · Egypte U18 · Egypte U17
1920 – 1929 · 
1930 – 1939 · 
1940 – 1949 · 
1950 – 1959 · 
1960 – 1969 · 
1970 – 1979 · 
1980 – 1989 · 
1990 – 1999 · 
2000 – 2009 · 
2010 – 2019 ·
2020 − 2029
WK 1934 · 
WK 1990 · 
WK 2018
OS 1924 · 
OS 1928 · 
OS 1936 · 
OS 1948 · 
OS 1952 · 
OS 1960 · 
OS 1964 · 
OS 1968 · 
OS 1992 · 
OS 2012 · 
OS 2020
1920 · 
1921–1923 · 
1924 · 
1925–1927 · 
1928 · 
1929–1931 · 
1932 · 
1933 · 
1934 · 
1935 · 
1936 · 
1937–1947 · 
1948 · 
1949 · 
1950 · 
1952 · 
1952 · 
1953 · 
1954 · 
1955 · 
1956 · 
1957 · 
1958 · 
1959 · 
1960 · 
1961 · 
1962 · 
1963 · 
1964 · 
1965 · 
1966 · 
1967 · 
1968 · 
1969 · 
1970 · 
1971 · 
1972 · 
1973 · 
1974 · 
1975 · 
1976 · 
1977 · 
1978 · 
1979 · 
1980 · 
1981 · 
1982 · 
1983 · 
1984 · 
1985 · 
1986 · 
1987 · 
1988 · 
1989 · 
1990 · 
1991 · 
1992 · 
1993 · 
1994 · 
1995 · 
1996 · 
1997 · 
1998 · 
1999 · 
2000 · 
2001 · 
2002 · 
2003 · 
2004 · 
2005 · 
2006 · 
2007 · 
2008 · 
2009 · 
2010 · 
2011 · 
2012 ·
2013 ·
2014 ·
2015 ·
2016 ·
2017 ·
2018 ·
2019 ·
2020 ·
2021 ·
2022 ·
2023 ·
2024
Algerije ·
Angola ·
Argentinië ·
Australië ·
Bahrein ·
België ·
Benin ·
Bolivia ·
Bosnië en Herzegovina ·
Botswana ·
Brazilië ·
Bulgarije ·
Burkina Faso ·
Burundi ·
Canada ·
Centraal-Afrikaanse Republiek ·
Chili ·
China ·
Colombia ·
Comoren ·
Congo-Brazzaville ·
Congo-Kinshasa ·
DDR ·
Denemarken ·
Djibouti ·
Duitsland ·
Engeland ·
Equatoriaal-Guinea ·
Estland ·
Ethiopië ·
Finland ·
Frankrijk ·
Gabon ·
Georgië ·
Ghana ·
Griekenland ·
Guinee ·
Guinee-Bissau ·
Hongarije ·
Ierland ·
Indonesië ·
Irak ·
Iran ·
Italië ·
Ivoorkust ·
Jamaica ·
Japan ·
Jemen ·
Joegoslavië ·
Jordanië ·
Kaapverdië ·
Kameroen ·
Kenia ·
Koeweit ·
Kroatië ·
Libanon ·
Liberia ·
Libië ·
Litouwen ·
Luxemburg ·
Madagaskar ·
Malawi ·
Mali ·
Malta ·
Marokko ·
Mauritanië ·
Mauritius ·
Mexico ·
Mozambique ·
Namibië ·
Nederland ·
Nieuw-Zeeland ·
Niger ·
Nigeria ·
Noord-Korea ·
Noord-Macedonië ·
Noorwegen ·
Oeganda ·
Oman ·
Oostenrijk ·
Palestina ·
Polen ·
Portugal ·
Qatar ·
Roemenië ·
Rusland ·
Rwanda ·
Saoedi-Arabië ·
Schotland ·
Senegal ·
Sierra Leone ·
Slowakije ·
Soedan ·
Somalië ·
Spanje ·
Swaziland ·
Syrië ·
Tanzania ·
Thailand ·
Togo ·
Trinidad en Tobago ·
Tsjaad ·
Tsjecho-Slowakije ·
Tunesië ·
Turkije ·
Uruguay ·
Verenigde Arabische Emiraten ·
Verenigde Staten ·
Wit-Rusland ·
Zambia ·
Zimbabwe ·
Zuid-Afrika ·
Zuid-Jemen ·
Zuid-Korea ·
Zuid-Soedan ·
Zweden ·
Zwitserland
Kameroen (2017) ·
Rusland (2018) ·
Saoedi-Arabië (2018) ·
Uruguay (2018)
NFA · A-internationals · Selecties · Bondscoaches · Statistieken · Nigeriaans vrouwenelftal · Olympisch elftal · Nigeria U21 · Nigeria U20 · Nigeria U19 · Nigeria U18 · Nigeria U17
1950 – 1959 · 
1960 – 1969 · 
1970 – 1979 · 
1980 – 1989 · 
1990 – 1999 · 
2000 – 2009 · 
2010 – 2019 ·
2020 − 2029
CC 1995 · 
CC 2013
WK 1994 · 
WK 1998 · 
WK 2002 · 
WK 2010 · 
WK 2014 · 
WK 2018
OS 1968 · 
OS 1980 · 
OS 1988 · 
OS 1996 · 
OS 2000 · 
OS 2008 · 
OS 2016
1949 · 
1950 · 1951 · 1952 · 1953 · 1954 · 
1955 · 
1956 · 
1957 · 
1958 · 
1959 · 
1960 · 
1961 · 
1962 · 
1963 · 
1964 · 
1965 · 
1966 · 
1967 · 
1968 · 
1969 · 
1970 · 
1971 · 
1972 · 
1973 · 
1974 · 
1975 · 
1976 · 
1977 · 
1978 · 
1979 · 
1980 · 
1981 · 
1982 · 
1983 · 
1984 · 
1985 · 
1986 · 
1987 · 
1988 · 
1989 · 
1990 · 
1991 · 
1992 · 
1993 · 
1994 · 
1995 · 
1996 · 
1997 · 
1998 · 
1999 · 
2000 · 
2001 · 
2002 · 
2003 · 
2004 · 
2005 · 
2006 · 
2007 · 
2008 · 
2009 · 
2010 · 
2011 · 
2012 · 
2013 · 
2014 ·
2015 ·
2016 ·
2017 ·
2018 ·
2019 ·
2020 ·
2021 ·
2022
Algerije ·
Angola ·
Argentinië ·
Australië ·
Benin ·
Bosnië en Herzegovina ·
Botswana ·
Brazilië ·
Bulgarije ·
Burkina Faso ·
Burundi ·
Canada ·
Centraal-Afrikaanse Republiek ·
Colombia ·
Congo-Brazzaville ·
Congo-Kinshasa ·
Costa Rica ·
Denemarken ·
Duitsland ·
Ecuador ·
Egypte ·
Engeland ·
Equatoriaal-Guinea ·
Eritrea ·
Ethiopië ·
Frankrijk ·
Gabon ·
Gambia ·
Georgië ·
Ghana ·
Griekenland ·
Guinee ·
Guinee-Bissau ·
Ierland ·
IJsland ·
Indonesië ·
Iran ·
Italië ·
Ivoorkust ·
Jamaica ·
Japan ·
Joegoslavië ·
Jordanië ·
Kaapverdië · 
Kameroen ·
Kenia ·
Kroatië ·
Lesotho ·
Liberia ·
Libië ·
Luxemburg ·
Madagaskar ·
Malawi ·
Mali ·
Marokko ·
Mexico ·
Mozambique ·
Namibië ·
Nederland ·
Niger ·
Noord-Korea ·
Noord-Macedonië ·
Noorwegen ·
Oeganda ·
Oekraïne ·
Oezbekistan ·
Oostenrijk ·
Paraguay ·
Peru ·
Polen ·
Portugal ·
Roemenië ·
Rwanda ·
Saoedi-Arabië ·
Sao Tomé en Principe ·
Schotland ·
Senegal ·
Servië ·
Seychellen ·
Sierra Leone ·
Soedan ·
Spanje ·
Swaziland ·
Tahiti ·
Tanzania ·
Thailand ·
Togo ·
Tsjaad ·
Tsjechië ·
Tunesië ·
Uruguay ·
Venezuela ·
Verenigde Staten ·
Zambia ·
Zimbabwe ·
Zuid-Afrika ·
Zuid-Korea ·
Zweden ·
Zwitserland
Argentinië (2010) ·
Argentinië (2014) ·
Argentinië (2018) ·
Bosnië en Herzegovina (2014) ·
Burkina Faso (2013) ·
Frankrijk (2014) ·
Iran (2014) ·
IJsland (2018) ·
Kroatië (2018) ·
Zuid-Korea (2010)